# Sarina Farhadi
Sarina Farhadi, pers. سارینا فرهادی (ur. 6 grudnia 1998 w Teheranie) – irańska niezawodowa aktorka filmowa. 

## Życiorys
Córka pary reżyserskiej Parisy Bachtawar i Asghara Farhadiego. Jej debiutem był występ w komedii Łańcuch (2008), którą wyreżyserowała jej matka, a ojciec był autorem jej scenariusza. 
Znana głównie z roli Termeh w filmie swojego ojca Rozstanie (2011), za którą zdobyła zbiorowego Srebrnego Niedźwiedzia dla najlepszej aktorki na 61. MFF w Berlinie.